# Villaputzu
Villaputzu (en sard, Bidda de Putzu) és un municipi italià, dins de la província de Sardenya del Sud. L'any 2007 tenia 5.090 habitants. Es troba a la regió de Sarrabus-Gerrei. Limita amb els municipis d'Armungia, Arzana, Ballao, Escalaplano, Jerzu, Muravera, Perdasdefogu, San Vito, Ulassai, Villasalto.

## Administració
| Període | Identitat      | Partit        |
| ------- | -------------- | ------------- |
| 2006-   | Gianfranco Piu | Llista cívica |